# 海燕沙群海葵
海燕沙群海葵（学名：Palythoa nelliae）为鞘群海葵科沙群海葵属的动物。分布于日本、南非、印度洋以及南海西沙群岛、南沙群岛等。